# Campsosaure
El campsosaure (Champsosaurus, gr. 'llangardaix cocodril') és un gènere extint de sauròpsid diàpsid de l'ordre coristoder. Se n'han trobat fòssils a l'Amèrica del Nord (Alberta, Montana, Nou Mèxic i Wyoming) i dubtosos a Europa (França).

## Característiques
La grandària era d'aproximadament 1,50 metres. El campsosaure s'assemblava a un gavial i, com aquests, caçava en rius i aiguamolls; i capturava peixos amb les seves llargues mandíbules proveïdes de nombroses petites dents punxegudes. La part del crani s'ampliava considerablement, i oferia una extensa superfície d'inserció a potents músculs masticadors.